# Середина світу (роман)
«Середина світу» (нім. Die Mitte der Welt) — роман, написаний німецьким письменником Андреасом Штайнгьофелем у 1998 році. У 1999 р. був номінований на Німецьку молодіжну літературну премію. Перекладений англійською, данською, голландською, польською, українською мовами.
Це історія про все перше, раннє, несподіване, що може трапитися з людиною на початку її життєвого шляху. Написана для підлітків, вона стала бестселером у Німеччині, знайшовши читачів серед значно ширшого кола.

## Сюжет
«Кожен з нас носить в собі ножа», — констатує 16-річний Філ після всього, що з ним сталося. Він та його сестра-близнючка — діти наймолодшої мами, яку коли-небудь бачило провінційне, сповнене пересудів та стереотипів, містечко. Як і з будь-якими дітьми, а згодом і підлітками, з ними трапляються найрізноманітніші історії, які загартовують їхній характер та юні серця.
Сестра Філа, Діана, раптом закривається в собі та майже ні з ким не контактує. Їхня мама продовжує невпинно колекціонувати коханців і одночасно надає дивні психологічні послуги найнещаснішим жінкам містечка. Їхня сусідка полюбляє вишневу настоянку та витанцьовувати посеред вулиці непристойні танці в червоних черевичках. Їх дядько щороку чинить над собою болісний ритуал у пам'ять про свою дружину і все життя проводить на кораблі. Філ намагається зорієнтуватися у всьому цьому вихорі людських дивацтв та калейдоскопі несподіваних відкриттів. А ще Філу подобається його однокласник і він ніколи не знав свого тата.

## Український переклад
Штайнгьофель, А. Середина світу [Текст] / Андреас Штайнгьофель ; пер. з нім. І. Загладько ; іл. О. Були. — Львів : Видавництво Старого Лева, 2016. — 432 с. : іл.

## Екранізації
На 10 листопада 2016 р. заплановано вихід однойменної екранізації роману «Середина світу».